# リーボック・イージートーン

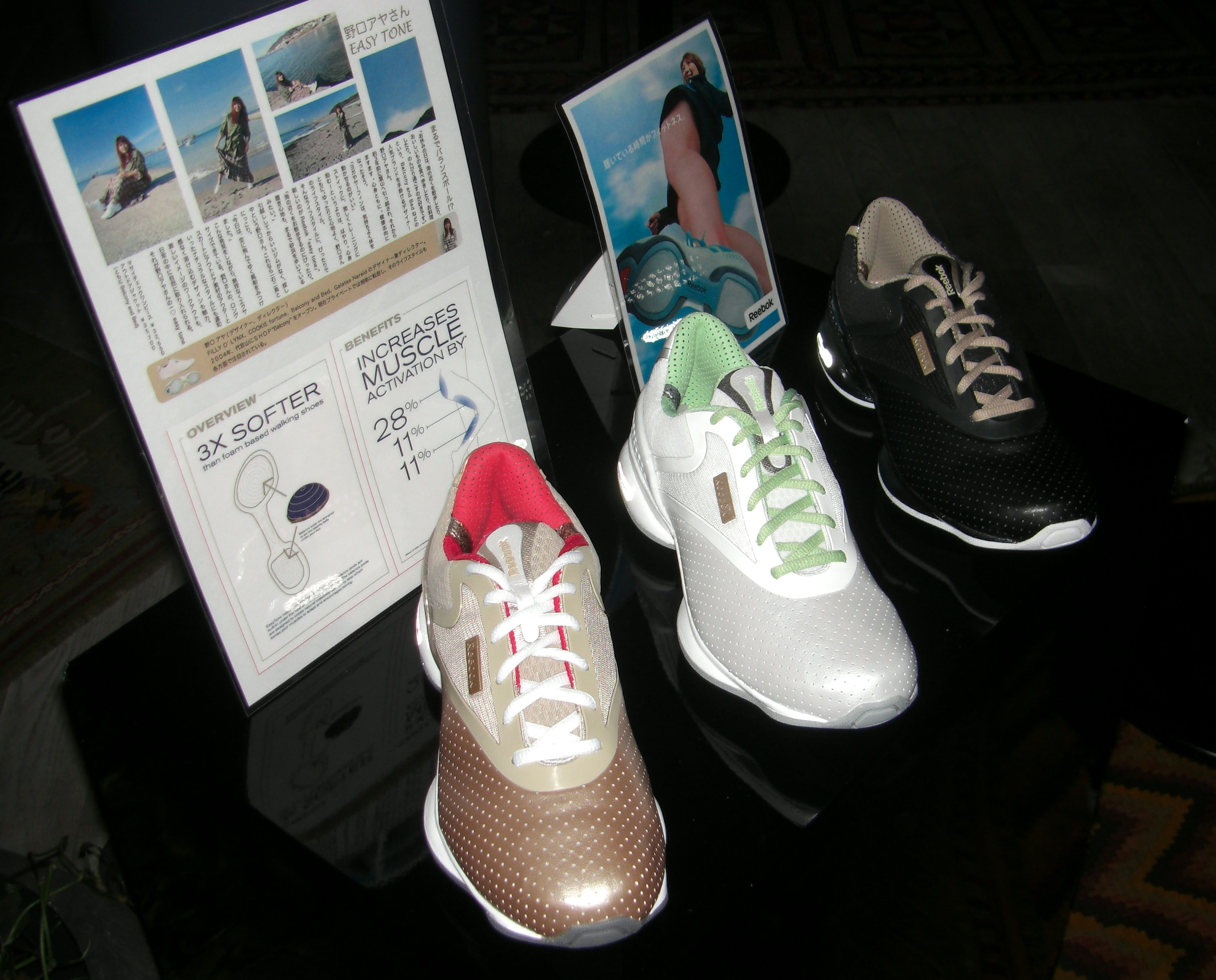
EASYTONE GO OUTSIDE

イージートーン（EASYTONE）は、イギリス発祥のスポーツ用品ブランド「リーボック」が販売する「美脚・ヒップアップ」などの美容効果を前面に押し出したスポーツシューズ。2009年2月に販売を開始。

## 概要
コンセプトコピーは「履くだけのジム」。「ジムに通えない」「トレーニングする時間がない」といった働く女性向けに開発された。ショッピングや通勤・通学、さらには散歩など日常の歩行で、より多くのカロリー消費を可能にするとしている。最大の特徴は「バランスポッド」と呼ばれる空気が注入されたソールで、ソフトなクッションの上に載ったような微妙な不安定さが、ハムストリング筋、腓腹筋（ふくらはぎ）、大臀筋など美脚、ヒップアップに欠かせない筋肉を鍛える。
高いフィット感を提供することを目的に、縫製にアッパー部から縫目を排除した「SMOOTHFIT」を一部のラインナップに採用。デザインは、スポーティーなタイプ、普段着で履けるタイプ、さらにはサンダルタイプが用意されている。

### バランスポッド

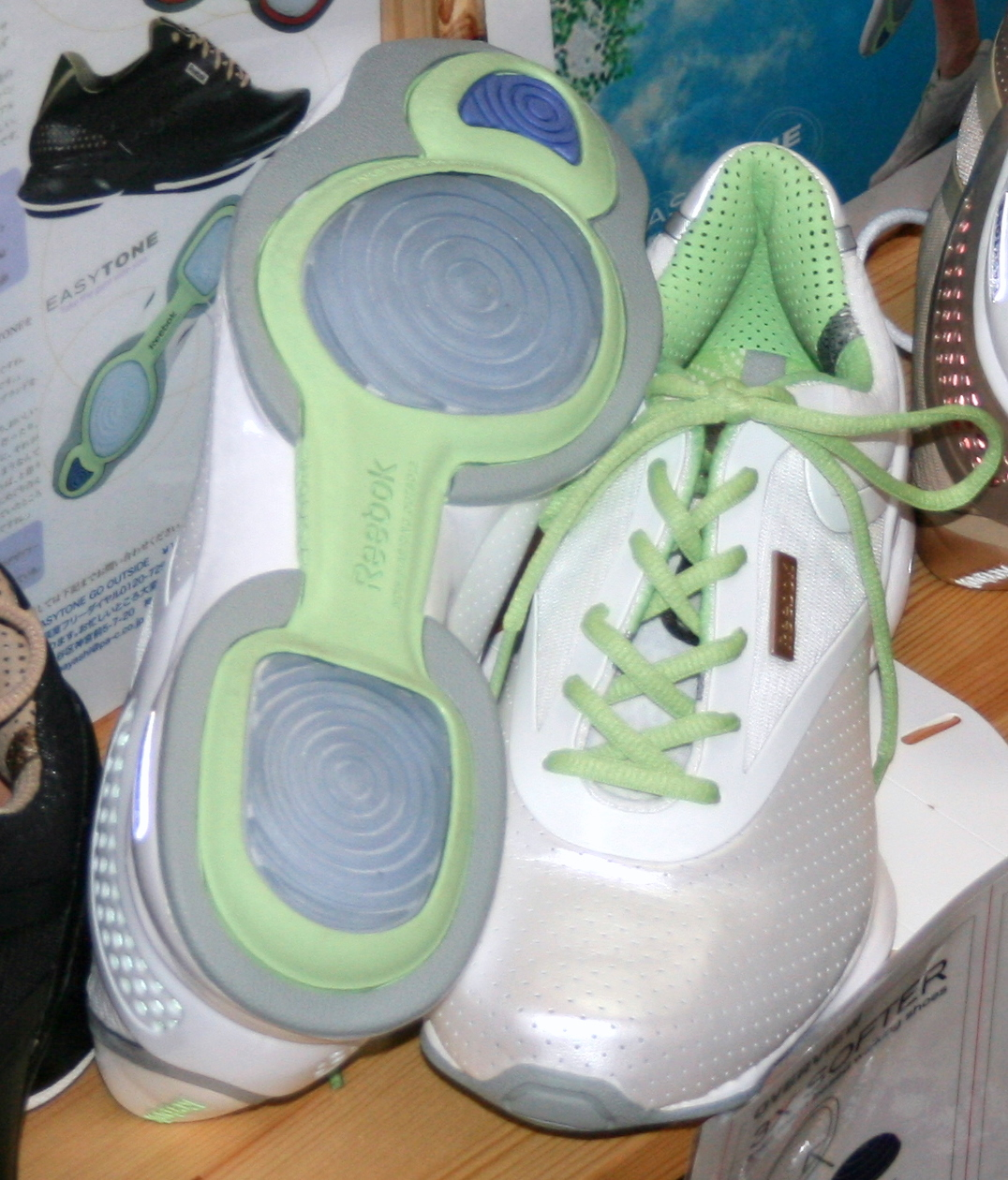
不安定な状態を生み出すバランスポット

バランスポッドとは、シューズの裏のつま先とかかとの部分に付いている空気の入った二つのパッドのこと。2009年9月24日放送のスーパーモーニング（テレビ朝日）で小木アナウンサーは、「フワフワしていて、まるで月面歩行をしているよう」と履き心地を表現している。また、2009年1月16日にワールドビジネスサテライト（テレビ東京）の「トレンドたまご」では、「見た目ほど不安定ではないが、足の中心に意識がいく」「砂の上を歩くような負荷がかかる」と紹介している。
リーボックはバランスポッドの効果として、一般的なウオーキングシューズ（Reebok HEX Express）を履いた時の筋肉負荷と比べて、ヒップで28%、ふくらはぎで11%、太ももで11%それぞれ高くなるとしている。

### スムースフィット（SMOOTHFIT）
縫い目がない、または縫い目を表に出さない縫製方法のこと。歩行時の摩擦を減らすことで快適性が得られるとしている。イージートーンのラインナップでは「ゴーアウトサイド」「SFサンサ」「ラッシュSF」に採用されている。

### ラインナップ
| モデル名                    | 概要                                                                           | SMOOTHFIT | サイズ       | 仕様                         |
| --------------------------- | ------------------------------------------------------------------------------ | --------- | ------------ | ---------------------------- |
| GO OUTSIDE ゴーアウトサイド | ハイエンドモデル                                                               | ○         | 22.0～25.5cm | 人工皮革/メッシュ/CMEVA/ゴム |
| SF SUNSAA SFサンサ          | 散歩、ショッピングなど特にスポーツを意識しないカジュアルユースを想定したモデル | ○         | 22.0～25.5cm | 人工皮革/メッシュ/CMEVA/ゴム |
| RUSH SF ラッシュSF          | 夏場や長時間の使用を想定し、通気性の良いメッシュを多用したモデル               | ○         | 22.0～25.5cm | 人工皮革/メッシュ/CMEVA/ゴム |
| EXPRESS エクスプレス        | 廉価モデル                                                                     | -         | 22.0～25.5cm | 人工皮革/メッシュ/CMEVA/ゴム |
| FLIP フリップ               | ビーチサンダルタイプ                                                           | -         | 22.0～26.0cm | 人工皮革/メッシュ/CMEVA/ゴム |

## 問題

### 日本での独占禁止法違反問題
公正取引委員会は2012年3月2日、独占禁止法違反（再販売価格の拘束）を認定し、再発防止を求める排除措置命令を出した。
同社は2010年3月から2011年4月にかけて、小売店や卸売業者など全国800社に対し、値引きして売らないように指示し守らない業者には在庫を返品させたり出荷を停止していたケースもあったという。

### 日本での商品説明手法
通常の靴と錯覚した購入者が、使用中に転倒して骨折。2014年、製造元のアディダスジャパンが販売時に靴の特徴を周知することを怠ったことが原因として、損害賠償を求めて横浜地方裁判所に提訴している。

### アメリカでの賠償問題
アメリカ連邦取引委員会(FTC)は、リーボックが2009年から展開した「イージートーンを履いて歩くと、他の運動靴と比べヒップが28%引き締まり、ふくらはぎの筋肉が11%多くつくことが証明された」という広告には科学的根拠がなく、機能を過大に表示していると指摘し、2011年9月にリーボックは2500万ドル(約19億円)を支払うことで和解した。
リーボックはイージートーン製品を購入した人への返金に応じている。

## 動画・CM
- Reebok EasyTone（日本語） , YouTube
- Reebok EasyTone（英語） , YouTube

## 逸話など
- 知っとこ（毎日放送）は、2009年7月4日発表の「2009下半期　トレンド・ザ・ベスト10」で、イージートーンを5位にランクしている[6]。

## 関連情報
- リーボック